# Támara
Támara – miasto w Kolumbii, w departamencie Casanare.